# Ионеску-Джион, Георге (актёр)
Георге Ионеску-Джион (Ионеску-Джон; рум. Gheorghe Ionescu-Gion; 4 декабря 1922, Яссы — 3 октября 1980, Бухарест) — румынский актёр.

## Биография
Окончив театральное отделение Бухарестской консерватории (1942), вернулся в Яссы и несколько лет играл в городских театрах. В 1948 году перебрался в Бухарест, первоначально как актёр Театра юного зрителя. В 1967 году удостоен ордена «За культурные заслуги».
Основные роли — в театре: Креонт в «Антигоне» Софокла, Сатин в «На дне» Максима Горького, Кассио в «Отелло» и Герцог Йоркский в «Ричарде II» Шекспира и др.
В 1969 и 1972 годах опубликовал две книги стихов.